# Abteilung (Stab)
Eine Abteilung eines Stabes ist eine Funktionseinheit in militärischen Stäben, bei Feuerwehr, Polizei, im Rettungsdienst, Katastrophen- und Zivilschutz. In zivilen Organisationen werden sie meist als Stabsstellen bezeichnet und sind in der Organisationslehre ein Teil der Stablinienorganisation. Im Militär werden sie in der Regel nach Führungsgrundgebieten (FGG) gegliedert, sind ab Verbandsebene (Bataillon) aufwärts eingerichtet und werden in der Regel von einem Offizier geleitet, der nicht der Dienstgradgruppe der Stabsoffiziere angehören muss.

## Deutschland

### Militär

#### Abteilung des Stabes
Stäbe der Bundeswehr sind in Abteilungen nach Führungsgrundgebieten gegliedert. Die nächstniedrige Gliederungsebene wird meist Dezernat, in kleineren (Bataillons-)Stäben auch Zelle genannt.

#### Stabsabteilung
Stabsabteilung war in Deutschland bis 2012 die Bezeichnung der Unterabteilungen der Führungsstäbe im Bundesministerium der Verteidigung.

### Polizei
Größere Verbände oder Dienststellen/Einheiten der deutschen Polizei verfügen über einen Führungsstab oder Stab der dem jeweiligen Polizeiführer zur Führungsunterstützung beigeordnet ist. Diese Stäbe unterstehen evtl. einer eigenen Stabsleitung, Leiter des Führungsstabs o. ä.
Unterhalb dieser Stabsleitung sind diese Stäbe in aufgaben-spezialisierte Organisationseinheiten, meistens in Stabs- oder Sachbereiche gegliedert.
Diese Organisationseinheiten haben eine selbstständige Leitung (Stabs- oder Sachbereichsleitung) mit eigenem Personal, welche für den jeweils übergeordneten Polizeiführer in den jeweils speziellen Aufgabenfeldern Grundsatzentscheidungen vorbereitet, diese vorab berät und nach den Grundsatzentscheidungen maßgeblich bei der Umsetzung mitwirkt, indem sie die Entscheidungen formuliert, per Erlass bzw. Verfügung rechtswirksam bekanntmacht und nachfolgend deren Einhaltung kontrolliert bzw. einfordert (i. S. v. Controlling). Diese Entscheidungen gelten stets für den gesamten nachgeordneten Bereich des Verbandes bzw. der größeren Polizeieinheit und erfordern daher vorab eine besondere Umsicht und Verantwortungsbereitschaft, aber auch eine besondere Sachkunde in den Stabs- bzw. Sachbereichen bzw. besonders bei deren Leitungen.
Im Tagesgeschäft fällen die Stabs- oder Sachbereichsleitungen aufgrund ihrer speziellen Fachkompetenz und der hieraus resultierenden und delegierten Entscheidungsbefugnis wichtige Entscheidungen für den nachgeordneten Bereich grundsätzlich selbst, um den Polizeiführer zu entlasten (Auftragstaktik).
Innerhalb der Gesamtorganisation – z. B. in einer Landespolizei – wirken die Stabs- und Sachbereichsleitungen auch quer – stimmen sich miteinander ab, bilden hierdurch überörtlich begründete Kompetenz und erhalten Überblicke über das jeweils „Machbare“ – was wiederum eine wichtige Beratungsbasis für den Polizeiführer bedeutet.
In Stabs- und/oder Sachbereiche gegliederte Polizeistäbe finden sich beispielsweise in den Präsidien, Landespolizeiämtern, Landeskriminalämtern und in den Polizeidirektionen der
jeweiligen Landespolizei.
Leiter von Stabs- oder Sachbereichen in Polizeistäben haben Ämter des höheren Polizeivollzugsdienstes (z. B. PR, POR, KR, KOR, PD, KD) oder -verwaltungsdienstes (z. B. ORR) oder Spitzenämter des gehobenen Polizeivollzugsdienstes (z. B. EPHK, EKHK) oder -verwaltungsdienstes (z. B. OAR) inne.
Typische Zuständigkeitsbereiche von Stabs- oder Sachbereichen sind z. B.:
- Einsatzangelegenheiten
- Informations- und Kommunikationswesen
- Polizeispezifische Lernmedien, e-learning
- Waffenwesen
- Kfz-Wesen
- Personalangelegenheiten
- Aus- und Fortbildungsangelegenheiten
- Organisationsaufgaben
- Ärztewesen
- psychologische Dienste
- Arbeitsmedizin

jeweils polizeispezifisch und stets jeweils für den gesamten nachgeordneten Bereich wirkend.

## Schweiz
Die Stäbe in der Schweiz sind in acht Führungsgrundgebieten (FGG) gegliedert, wobei je nach Stufe zusammengefasst:
Op Stufe (Kdo Op, Kdo Ausb):
- FGG 1 Personelles der Truppe
- FGG 2 Nachrichten
- J3/9 - FGG 3 / 9 Operationen und International
- J4/6 - FGG 4 / 6 Logistik und Führungsunterstützung
- J5/7 - FGG 5 / 7 Ausbildung

obere Takt Stufe (HE, LW, Ter Div, KSK, MP):
- G1 / FGG 1 Personelles der Truppe
- G2 / FGG 2 Nachrichten
- G3 / FGG 3 Operationen und Bereitschaft
- G4 / FGG 4 Logistik
- G5 / FGG 5 Planung
- G6 / FGG 6 Führungsunterstützung und HQ
- G7 / FGG 7 Ausbildung

untere Takt Stufe (HE, LW, Ter Div, KSK, MP):
- S1 / FGG 1 Personelles der Truppe
- S2 / FGG 2 Nachrichten
- S3 / FGG 3 Operationen und Bereitschaft
- S4 / FGG 4 Logistik
- S6 / FGG 6 Führungsunterstützung

## Feuerwehr und Katastrophenschutz
Diese Einteilung der Funktionen wird aber nicht nur im militärischen Bereich verwendet. Vergleichbar ist die Einteilung der Funktionen bei den Einsatzleitungen der deutschen oder österreichischen Feuerwehren.
Die Stabseinteilung, nach der sich die Feuerwehr (FwDV 100) und der Katastrophenschutz (KatSDV 100) in Großeinsätzen richten, lehnt sich stark an die militärische Gliederung des Stabes an. In Bayern können hierzu Unterstützungsgruppen mit den einzelne Aufgaben der Führungsunterstützung betraut werden.
Die Stabseinteilung kommt in Österreich vor allem bei KHD-Einsätzen zum Einsatz. So hat jede KHD-Bereitschaft einen eigenen Alarmplan, auf dem bereits in „Friedenszeiten“ die einzelnen S-Posten zu besetzen sind.
- S1 – Personal
- S2 – Lageführung
- S3 – Einsatz
- S4 – Versorgung
- S5 – Öffentlichkeitsarbeit
- S6 – Information und Kommunikation (IuK)